# منطقه حفاظت‌شده قمصر و برزک
منطقهٔ حفاظت‌شدهٔ قمصر و بزرک یک منطقهٔ حفاظت‌شده با مساحت ۵۹۷۸۴ هکتار است که در استان اصفهان در ایران قرار دارد. این منطقهٔ حفاظت‌شده طبق مصوبهٔ شمارهٔ ۷۷۲ در تاریخ ۹۹/۱۱/۰۶ در فهرست مناطق تحت حفاظت سازمان محیط زیست ایران قرار گرفت.